# Горновщизна
Горновщизна (пол. Hornowszczyzna) — село в Польщі, у гміні Дідковичі Сім'ятицького повіту Підляського воєводства.
Населення — 35 осіб (2011).
У 1975-1998 роках село належало до Білостоцького воєводства.

## Демографія
Демографічна структура станом на 31 березня 2011 року:
|          | Загалом | Допрацездатний вік | Працездатний вік | Постпрацездатний вік |
| -------- | ------- | ------------------ | ---------------- | -------------------- |
| Чоловіки | 17      | 3                  | 13               | 1                    |
| Жінки    | 18      | 3                  | 12               | 3                    |
| Разом    | 35      | 6                  | 25               | 4                    |